# 東新井 (さいたま市)
東新井（ひがしあらい）は、埼玉県さいたま市見沼区の大字。郵便番号は337-0032。

## 地理
さいたま市見沼区の南部に位置する。北東に二か所飛地がある。至近に駅はないが、大宮駅やさいたま新都心駅、北浦和駅への路線バスがあり、本数も多く比較的交通の便はよい。
もともと江戸時代初期には見沼の開析谷があり、干拓されたあとも海老沼として湿地帯が残った。その湿地帯を、東新井団地や学校用地に転用して現在に至っている。湿地の治水の役目ももつ海老沼都市下水路が芝川に向かって流れている。

### 地価
国土交通省地価公示
- 所在及び地番：大字東新井字海老沼中743番2
- 価格：118,000円/m2
- 利用現況：住宅
  - 2016年（平成28年）1月1日現在[4]

## 歴史
- もとは江戸期より存在した武蔵国足立郡南部領に属する新井村であった[5]。村高は正保年間の『武蔵田園簿』では55石余（田15石余、畑39石余）、『元禄郷帳』以降では55石余であった[5]。助郷は日光御成街道大門宿に出役していたが、寛保・宝暦年間は水害被害に見舞われがちな植田谷領の村に代わり中山道大宮宿にも出役していた[5]。化政期の戸数は20軒余で、村の規模は東西5町余、南北3町余であった[5][6]。

- 知行は旗本青木氏[5]。以降変遷なし。
- 1828年（文政11年）より大門宿寄場34か村組合に所属[5]。
- 幕末の時点では足立郡に属し、明治初年の『旧高旧領取調帳』の記載によると、青木五十五郎の知行[7]。
- 1869年（明治2年）12月2日：旗本領が上知され、浦和県の管轄となる（府藩県三治制も参照）。
- 1871年（明治4年）11月13日：第1次府県統合により埼玉県の管轄となる。
- 1874年（明治7年）12月28日：新井村と享保年間に新井村の農民が開発した新田の新井新田が合併し、新たな新井村が成立[5][8]。
- 1879年（明治12年）3月17日：郡区町村編制法により成立した北足立郡に属す。郡役所は浦和宿に設置。それに伴い、郡内に同名の村が所在（現：さいたま市西区大字西新井）したことから、東新井村に改称[5][9]。
- 1889年（明治22年）4月1日：町村制施行により、片柳村・山村・東新井村・中川村・笹丸村・御蔵村・染谷村・南中野村・南中丸村・上山口新田・西山村新田・新右ェ門新田・加田屋新田が合併し、新たな片柳村が成立[10]。東新井村は片柳村の大字東新井となる[5]。
- 1904年（明治37年）9月1日：大字東新井字山崎248番地に、中野村正法院に設けられていた片柳西尋常小学校、および片柳村祥厳寺跡地に設けられていた片柳東尋常小学校が移転して片柳尋常小学校（現・さいたま市立片柳小学校）が創立される[11][12]。
- 1936年（昭和11年）：地内に片柳郵便取扱所（現・片柳郵便局）が開局する[9]。
- 1955年（昭和30年）1月1日：指扇村・馬宮村・植水村・片柳村・七里村・春岡村が大宮市へ編入合併され[13]、大宮市の大字となる。また、同日地内に片柳公民館が開設される[14]。
- 1980年（昭和55年）4月1日：地内に大宮市立海老沼小学校（現・さいたま市立海老沼小学校）が創立される。
- 2001年（平成13年）5月1日：浦和市・大宮市・与野市が合併し、さいたま市が発足。同市の大字となる。
- 2003年（平成15年）4月1日：さいたま市が政令指定都市に移行し、同市見沼区の大字となる。

## 世帯数と人口
2017年（平成29年）9月1日時点の世帯数と人口は、以下のとおりである。
| 大字       | 世帯数    | 人口    |
| ---------- | --------- | ------- |
| 大字東新井 | 1,900世帯 | 4,159人 |

## 小・中学校の学区
市立小・中学校に通う場合、学区（校区）は以下のとおりとなる。
| 区域 | 小学校                   | 中学校                   |
| --- | ------------------------ | ------------------------ |
| 737 - 745番地、893番地 - 921番地1 | さいたま市立海老沼小学校 | さいたま市立第二東中学校 |
| 514番地 - 541番地、556 - 564番地、580 - 690番地 695 - 745番地（上記以外）、751 - 946番地（上記以外） 950番地、954 - 957番地、959番地 - 959番地1 959番地3 - 960番地 | さいたま市立海老沼小学校 | さいたま市立片柳中学校   |
| その他 | さいたま市立片柳小学校   | さいたま市立片柳中学校   |

## 交通

### 鉄道
地内に鉄道路線は通っていない。最寄り駅は地点によって異なり、東日本旅客鉄道（JR東日本）京浜東北線の与野駅、同京浜東北線・宇都宮線・高崎線のさいたま新都心駅、東武野田線（東武アーバンパークライン）の大和田駅のいずれかである。

### 道路
- 埼玉県道65号さいたま幸手線
- 埼玉県道214号新方須賀さいたま線

### バス
- 東武バスウエスト
  - 岩槻営業所
    - 岩02：北浦和駅→浦高前→皇山道→山崎→東新井団地→御蔵騎西屋前→向大谷→宮下
    - 岩03：北浦和駅 - 浦高前 - 皇山道 - 山崎 - 東新井団地
    - 岩05：浦和駅 - 常盤二丁目 - 北浦和駅 - 浦高前 - 皇山道 - 山崎 - 東新井団地
    - 新都22：さいたま新都心駅東口 -  大宮警察 - 西高前 - 山崎 - 富士見ヶ丘 - 東新井団地
    - 新高01：さいたま新都心駅東口 - （首都高速埼玉新都心線：新都心出入口 - さいたま見沼出入口） - 富士見ヶ丘 - 東新井団地
- 国際興業バス
  - さいたま東営業所
    - 大01：大宮駅東口 - 氷川参道 - 芝川新橋 - 日大前 - 浦和大学入口 - 浦和美園駅西口
    - 大02：大宮駅東口 - 氷川参道 - 芝川新橋 - 日大前 - 浦和学院高校
    - 大02-2：大宮駅東口 - 氷川参道 - 自治医大医療センター入口 - 片柳支所 - 浦和学院高校《新道経由》
    - 大02-3：大宮駅東口 - 氷川参道 - 芝川新橋 - 日大前 - 浦和東高校
    - 大03：大宮駅東口 - 氷川参道 - 芝川新橋 - 日大前 - 片柳支所 - 染谷折返場
    - 大04：大宮駅東口 - 堀の内橋 - 西中野 - 日大前 - 大谷 - 大谷県営住宅
    - 大04-2：大宮駅東口 - 自治医大医療センター - 日大前 - 大谷 - 大谷県営住宅《新道・自治医大医療センター経由》
    - 大04-3：大宮駅東口 - 堀の内橋 - 西中野 - 日大前 - 大谷 - 大宮東高校 - 東部リサイクルセンター
    - 大05：日大前→芝川新橋→氷川参道→大宮駅東口
    - 大10：大宮駅東口 - 氷川参道 - 芝川新橋 - 団地南 - 東新井団地
    - 大81：大宮駅東口 - 氷川参道 - 芝川新橋 - 日大前 - 片柳支所 - さいたま東営業所

## 地域

### 公園・緑地
- 鎌倉公園（一部）
- 庚申塚公園
- 大ヶ谷戸公園
- 東新井笹丸公園
- 海老沼中央公園
- 海老沼中公園
- 海老沼中北公園
- 海老沼南公園
- 海老沼西公園
- 海老沼下公園

### 施設
- 学校法人 日本大学法学部大宮グラウンド
- さいたま市立海老沼小学校
- さいたま市立片柳小学校（飛地）
- 片柳郵便局（飛地）
- 見沼区役所片柳支所（飛地）
  - 片柳公民館を併設
- 東新井笹丸自治会館
- 片柳老人憩いの家 - 社会福祉法人 さいたま市社会福祉事業団
- 大宮東新井団地（28棟の建物がある）
- 最勝寺
- 天満神社（飛地）